# Renato Sellani

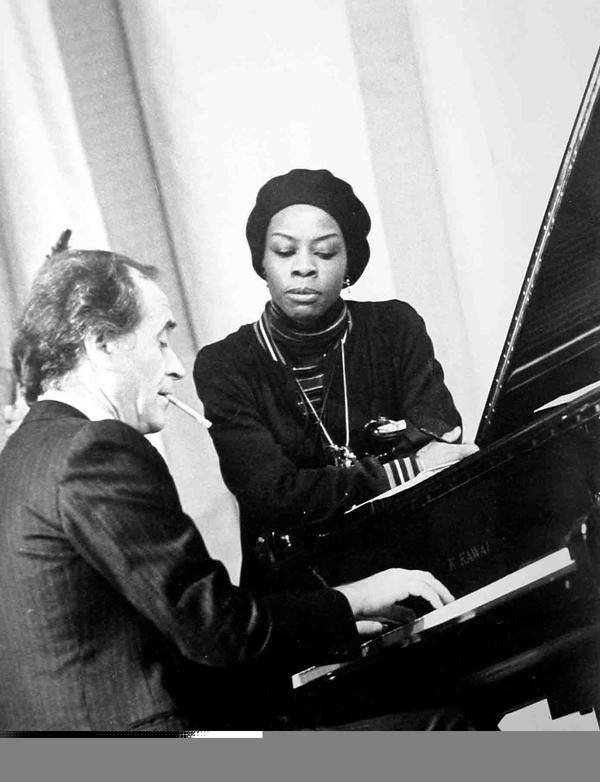
Renato Sellani mit US-JazzSängerin Shirley Bunnie Foy

Renato Sellani (* 8. Januar 1926 in Senigallia; † 31. Oktober 2014 in Mailand) war ein italienischer Jazzmusiker (Piano, Komposition).

## Leben und Wirken
Sellanis Mutter war Opernsängerin, aber er musizierte in seiner Kindheit und Jugend nicht. Er zog nach Rom, um an der Universität Politikwissenschaft zu studieren. In den Nachtclubs von Rom wurde er vom Jazz fasziniert und begann als Autodidakt Klavier zu lernen.
1954 begann Sellani seine Karriere als professioneller Musiker, als er Mitglied im Quintett von Gianni Basso und Oscar Valdambrini wurde. 1958 war er Chet Bakers erster Pianist in Italien. Seit diesem Jahr, in dem er nach Mailand zog, arbeitete er auch mit Franco Cerri zusammen. Er gehörte lange Zeit zum Orchester der Rai unter Leitung von Gorni Kramer. Als Pianist begleitete er auch Billie Holiday, Dizzy Gillespie, Lee Konitz, Bill Coleman, Gerry Mulligan, Shirley Bunnie Foy, Mina, Enrico Rava, Tony Scott und Michela Lombardi.
1968 nahm Sellani, dessen Anschlag unverwechselbar weich war, das Soloalbum Pianoforte auf. 1974 spielte er ein Quartettalbum unter eigenem Namen in der Reihe Jazz a Confronto ein. Mit Massimo Moriconi entstand das Album Doppio Passo. Seit den frühen 1990er Jahren wurde er für das Label Philology in mehr als 40 Aufnahmen recht umfassend in verschiedenen Konstellationen dokumentiert, etwa mit dem Album Renato Sellani Plays Sellani, das Eigenkompositionen in Combointerpretationen enthält. 
Sellani verfasste auch Bühnenmusiken, etwa für das Piccolo Teatro di Milano und für die Truppe von Tino Buazzelli.